# Hesperozygis dimidiata
Hesperozygis dimidiata là một loài thực vật có hoa trong họ Hoa môi. Loài này được Epling & Mathias mô tả khoa học đầu tiên năm 1957.